# Музей де Янга
Музей де Янга (англ. De Young Museum, также называется De Young Memorial Museum и M.H. De Young Memorial Museum) — художественный музей в Сан-Франциско, Калифорния, США, в парке Золотые ворота, входящий в музейный комплекс Музей изобразительных искусств Сан-Франциско. Назван в честь его основателя — Майкла де Янга.
В коллекцию музея входят произведения XVII—XXI веков — зарубежное современное искусство, текстиль, костюмы, экспонаты из Северной и Южной Америки, Тихоокеанского региона и Африки.

## История
Музей был открыт 24 марта 1895 года как продолжение проходившей в Сан-Франциско выставки California Midwinter International Exposition. Здание было серьёзно повреждено во время землетрясения 1906 года и музей закрывался на полтора года на ремонт. Из-за постоянного развития музея, ему потребовались новые площади, удовлетворяющие растущее число посетителей. Майкл де Янг ответил этой тенденции и спланировал новое здание, ставшее ядром музея на протяжении всего XX века. Louis Christian Mullgardt, координатор по архитектуре Панамо-Тихоокеанской международной выставки 1915 года, придал зданию стиль платереско.
Новая структура музея была завершена в 1919 году и передана де Янгом городскому парку. В 1921 году де Янг добавил некоторые элементы в архитектуру музея, который существовал в таком виде до 2001 года. За огромные усилия по организации музея он стал называться Мемориальным музеем Майкла де Янга. В 1920-х и 1940-х годах здание претерпело некоторые изменения, связанные в том числе с солёным воздухом со стороны Тихого океана.
Здание музея было серьёзно повреждено в результате землетрясения Лома-Приета 1989 года и было заменено в 2005 году новым зданием. Единственными оставшимися оригинальными элементами старого здания де Янга являются вазоны и сфинксы рядом с бассейном. Пальмы перед зданием также сохранились в прежнем виде.
Начиная с 2014 года директором музея является Колин Бейли.